# New Orleans Crescent
Le New Orleans Crescent était un quotidien esclavagiste du Sud des États-Unis au XIXe siècle.

## Histoire
Le New Orleans Crescent a été fondé en 1848 sous le nom de Daily Crescent par Alexander H. Hayes, qui décédera en 1866, et J. E. “Sam” McClure, deux anciens du journal Daily Delta.
En 1848, le poète Walt Whitman dirige le journal, qui est alors proche du parti whig, mais il est licencié dès l'été car soupçonné d'avoir des opinions abolitionnistes. Il est remplacé par le futur pirate William Walker, qui a pour objectif de créer un empire esclavagiste dans le Sud des États-Unis et devient l'ami de Pierre Soulé, politicien influent à La Nouvelle-Orléans. Le journal soutient le projet d'annexion de Cuba, après l'avoir critiqué, lorsque William Walker durcit ses articles après le décès de sa fiancée. Mais il ferme temporairement en 1849 et William Walker, qui est l'un des actionnaires, part à San Francisco, où il devient assistant du directeur du San Francisco Daily Herald puis rédacteur en chef en juillet 1850.
Rebpatisé New Orleans Daily Crescent en 1851, le quotidien est racheté en 1854 par James Oscar Nixon (1822-1891), un industriel textile du New Jersey, frère d'un banquier, qui avait déjà acheté quatre ans plus tôt le Weekly Crescent à John Wesley Crockett, l'un des fils de Davy Crockett, qu'il transforme en journal soutenant le parti du Know Nothing. Il est fait prisonnier lors de la Guerre de Sécession et le quotidien ne reparaît pas avant octobre 1865. Entre-temps, en Mars 1858, le New Orleans Crescent est un fervent soutien de la conquête de l'Amérique centrale, de crainte que le "fanatisme abolitionniste" ne s'empare du Nicaragua. 
Le titre nuance son inspiration esclavagiste après la Guerre de Sécession et soutient le démocrate Horatio Seymour, de New York, candidat à l'élection présidentielle américaine de 1868 contre Ulysses S. Grant. Le titre est revendu en 1868 à l'homme d'affaires Charles A. Weed, originaire du Connecticut et déjà propriétaire du New Orleans Times.